# Tỉnh ủy Hà Tĩnh
Tỉnh ủy Hà Tĩnh, hay còn được gọi là Ban Chấp hành Đảng bộ tỉnh Hà Tĩnh hay Đảng ủy tỉnh Hà Tĩnh, là cơ quan lãnh đạo cao nhất của Đảng bộ tỉnh Hà Tĩnh giữa hai kỳ Đại hội Đại biểu Đảng bộ tỉnh.
Đứng đầu Tỉnh ủy là Bí thư Tỉnh ủy và thường là Ủy viên Ban chấp hành Trung ương Đảng. Bí thư Tỉnh ủy hiện nay là ông Nguyễn Duy Lâm.

## Lịch sử
Đầu năm 1930, Đảng Cộng sản Việt Nam được thành lập trên cơ sở hợp nhất các tổ chức Cộng sản là Đông Dương Cộng sản Đảng, An Nam Cộng sản Đảng và Đông Dương Cộng sản Liên đoàn. Sau ngày thành lập Đảng, Trung ương cử đồng chí Nguyễn Phong Sắc phụ trách phân cục Trung Kỳ, có nhiệm vụ chỉ đạo thành lập các Đảng bộ lâm thời tại các tỉnh Trung Kỳ.
Cuối 3/1930, phân cục Trung ương Đảng ở Trung kỳ cử phái viên (Đ/c Trần Hữu Thiều (tức Nguyễn Trung Thiên) về Hà Tĩnh triệu tập hội nghị thành lập Đảng bộ lâm thời tỉnh Hà Tĩnh. Hội nghị được thành lập tại bến đò Thượng trụ (xã Thiên Lộc, Can Lộc). Hội nghị cử ra ban chấp hành lâm thời gồm: Trần Hưng, Mai Kính, Võ Quế, Hồ Tuy, Trần Xu và cử Ban tỉnh ủy lâm thời do đồng chí Trần Hữu Thiều làm Bí thư. Sau Hội nghị này Tỉnh ủy lâm thời chia nhau về các địa phương xây dựng cơ sở Đảng và quần chúng.
Sau ngày thành lập, Đảng bộ Hà Tĩnh đã chỉ đạo quần chúng nhân dân tiến hành cao trào Cách mạng Xô Viết Nghệ Tĩnh, thành lập chính quyền Xô Viết ở nhiều địa phương, là đỉnh cao của phong trào Cách mạng cả nước trong thời kì này. Tuy nhiên, sau đó Thực dân Pháp đã tiến hành khủng bố trắng, tiêu diệt nhiều cơ sở Cách mạng, nhiều tổ chức Đảng và Đảng viên, Đảng bộ Hà Tĩnh bị phá vỡ.

Dưới sự lãnh đạo của Ban Chấp hành Trung ương Đảng, các tổ chức của Đảng ở Hà Tĩnh đã nhanh chóng được phục hồi, quay trở lại hoạt động và lãnh đạo phong trào Cách mạng trên toàn tỉnh. Năm 1945, thực hiện chỉ đạo của Ban Chấp hành Trung ương Đảng và Tổng bộ Việt Minh, Đảng bộ tỉnh Hà Tĩnh đã lãnh đạo thành công cuộc khởi nghĩa giành chính quyền, là một trong 4 tỉnh đầu tiên giành chính quyền ở tỉnh lỵ.

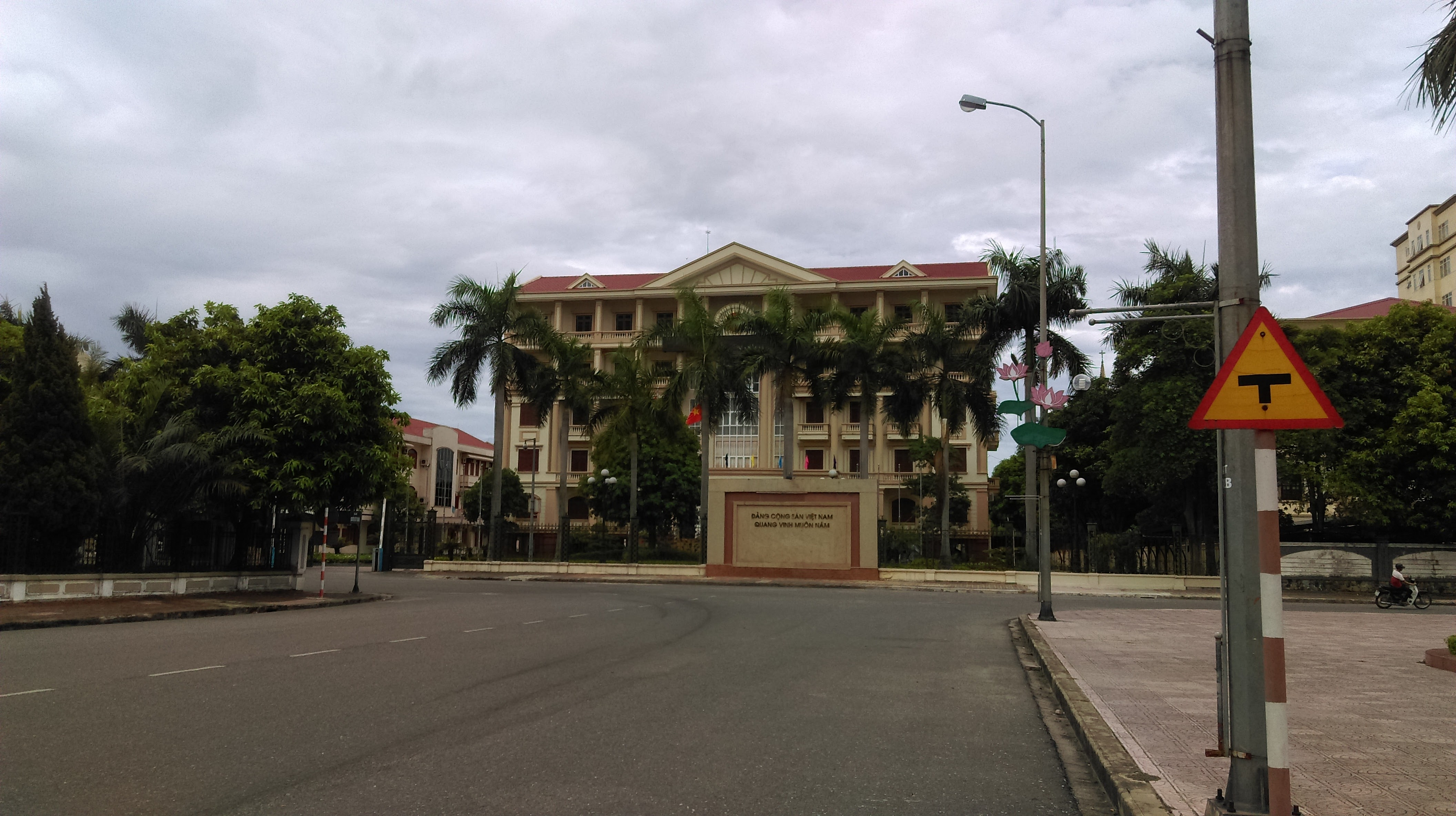
Tỉnh ủy Hà Tĩnh

Trong suốt những năm kháng chiến để giành lại độc lập, tự do của Tổ quốc, Đảng bộ Hà Tĩnh đã lãnh đạo toàn tỉnh hoàn thành xuất sắc nhiệm vụ vẻ vang, vừa là tiền tuyến, vừa là hậu phương, đóng góp vào thắng lợi chung của cả nước.
Năm 1976, Quốc hội ra Nghị quyết hợp nhất tỉnh Nghệ An và tỉnh Hà Tĩnh thành tỉnh Nghệ Tĩnh; Đảng bộ tỉnh Hà Tĩnh và Đảng bộ tỉnh Nghệ An được hợp nhất thành Đảng bộ tỉnh Nghệ Tĩnh.
Năm 1991, tỉnh Hà Tĩnh được tái thành lập, Đảng bộ tỉnh Hà Tĩnh được chia tách từ Đảng bộ tỉnh Nghệ Tĩnh và hoạt động ổn định cho tới ngày nay.

## Bí thư Tỉnh ủy[2]
1. Nguyễn Trung Thiên là Bí thư Tỉnh ủy lâm thời đầu tiên (3/1930 - 9/1930). Tên thật là Trần Hữu Thiều (11/6/1906 - 11/2/1931), quê quán tại làng Dương Xuân, nay là xã Lĩnh Sơn, huyện Anh Sơn, tỉnh Nghệ An.
2. Nguyễn Thiếp (còn gọi là Nguyễn Châu, hoặc Kim Đơn), quê tại xã Phù Việt - huyện Thạch Hà. Ông được bầu làm Bí thư tại Đại hội Đảng bộ Hà Tĩnh lần thứ nhất (9/1930).
3. Mai Kính, được bầu làm Bí thư tại Đại hội tháng 3/1931. Nhà cụ Mai Kính ở xã Phù Việt (nay là xã Việt Tiến, huyện Thạch Hà) là trụ sở chính thức của Tỉnh ủy Hà Tĩnh năm 1930.
4. Bùi Khương, Bí thư Tỉnh ủy lâm thời do cấp trên chỉ định vào năm 1934.
5. Trần Giáp, Bí thư Tỉnh ủy lâm thời vào năm 1937, được bầu tại Đại hội vào tháng 4/1938.
6. Sinh Lợi, Bí thư Tỉnh ủy được bầu tại Đại hội vào tháng 6/1939.
7. Hà Quang Tập, Bí thư Tỉnh ủy lâm thời sau khi tái thành lập vào tháng 3/1940.
8. Nguyễn Thái, Bí thư Tỉnh ủy được bầu tại Đại hội vào tháng 12/1945.
9. Phạm Thể, được cử làm Bí thư vào tháng 4/1946.
10. Kiều Hữu Thao, Bí thư Tỉnh ủy được bầu tại Đại hội vào tháng 11/1946.
11. Hà Uyên, Bí thư Tỉnh ủy được bầu tại Đại hội vào tháng 4/1949.
12. Nguyễn Sáng, Bí thư Tỉnh ủy được bầu tại Đại hội vào tháng 6/1950 và tháng 7/1951.
13. Nguyễn Xuân Linh, được cử làm Bí thư vào tháng 11/1951.
14. Trần Lê, được cử làm Bí thư vào 1954-1955.
15. Trần Hồng Cơ, được cử làm Bí thư vào cuối năm 1955.
16. Nguyễn Thái, được cử làm Bí thư lần thứ 2 vào tháng 6/1956.
17. Nguyễn Xuân Linh, được Hội nghị đại biểu bầu Bí thư tháng 3/1959 và tại Đại hội tháng 3/1963.
18. Nguyễn Tiến Chương (10/3/1920-08/3/2022) - Bí thư Tỉnh ủy Hà Tĩnh từ 4/1972 đến 1/1976. Là Bí thư Tỉnh ủy cuối cùng của Hà Tĩnh trước khi sáp nhập tỉnh với Nghệ An.
19. Nguyễn Sĩ Quế, Bí thư Tỉnh ủy Nghệ Tĩnh, tại Đại hội tháng 7/1977.
20. Trương Kiện, Bí thư Tỉnh ủy Nghệ Tĩnh, tại Đại hội tháng 12/1979.
21. Nguyễn Kỳ Cẩm, Bí thư Tỉnh ủy Nghệ Tĩnh, tại Đại hội tháng 3/1983 và Đại hội tháng 11/1986.
22. Trần Quốc Thại, được cử làm Bí thư Tỉnh ủy Hà Tĩnh từ ngay sau ngày tách tỉnh, tháng 9/1991 - 10/1995. Ông quê ở xã Ích Hậu, huyện Lộc Hà.
23. Đặng Duy Báu, được bầu làm Bí thư Tỉnh ủy tại Đại hội giữa nhiệm kỳ 1995 và Đại hội tháng 7/1996 và Đại hội năm 2001. Quê ông ở xã Tiên Điền, huyện Nghi Xuân.
24. Trần Đình Đàn, được bầu tại Đại hội tháng 12/2005 đến tháng 6/2007, Ủy viên Trung ương Đảng khoá X (2006-2011). Ông là đại biểu Quốc hội, nguyên là Chủ nhiệm Văn phòng Quôc hội từ tháng 6/2007.
25. Nguyễn Thanh Bình, được cử làm Bí thư vào tháng 6/2007 và ông là người đầu tiên ở VN được bầu làm Bí thư tỉnh ủy trực tiếp tại Đại hội Tỉnh đảng bộ Hà Tĩnh vào năm 2011. Ủy viên Trung ương Đảng khoá XI (2011-2016) và khóa XII (2016-2021). Nguyên Phó ban thường trực Ban Tổ chức Trung ương khoá XII (2016-2021), Nguyên Chủ tịch HĐND tỉnh Hà Tĩnh. Hiện nay là Chủ tịch Hội Người cao tuổi Việt Nam. Quê ông ở xã Cẩm Thành - Cẩm Xuyên.
26. Võ Kim Cự, sinh ngày 19/5/1957. Là Bí thư tỉnh ủy từ 9/2/2015 – 16/10/2015. Đến tháng 10/2015 thì chuyển ra làm Chủ tịch Liên minh HTX Việt Nam, nhiệm kì 2015 - 2020, là đại biểu Quốc hội khoá XII, XIII. Sau này ông bị Ban Bí thư kỷ luật xóa hết mọi chức vụ trong Đảng giai đoạn này và xin thôi làm đại biểu Quốc hội khóa XIII. Quê ở Cẩm Lạc - Cẩm Xuyên.
27. Lê Đình Sơn, sinh ngày 6/8/1960. được bầu làm Bí thư Tỉnh ủy tại Đại hội tháng 10/2015. Ủy viên Trung ương Đảng khóa XII (2016 - 2021). Chủ tịch HĐND tỉnh (21/4/2016 – 6/12/2020). Quê ở xã Thạch Long, huyện Thạch Hà. Nguyên Chủ tịch UBND tỉnh.
28. Hoàng Trung Dũng, sinh ngày 21/5/1971. được bầu làm Bí thư Tỉnh ủy tại Đại hội tháng 10/2020. Ủy viên Trung ương Đảng khóa XIII (2021-2026). Chủ tịch HĐND tỉnh (12/2020 – 02/2025). Trưởng đoàn ĐBQH tỉnh khoá 15. Quê ở Hương Long - Hương Khê. Tổng Biên tập Tạp chí Cộng sản.

## Cơ cấu tổ chức

### Các cơ quan trực thuộc
Ủy ban Kiểm tra Tỉnh ủy
Ban Tổ chức Tỉnh ủy
Ban Tuyên giáo và Dân vận Tỉnh ủy
Ban Nội chính Tỉnh ủy
Văn phòng Tỉnh ủy
Báo Hà Tĩnh
Trường Chính trị Trần Phú

### Các Đảng bộ trực thuộc
Đảng bộ Quân sự tỉnh
Đảng bộ Công an tỉnh
Đảng bộ Các cơ quan Đảng tỉnh
Đảng bộ UBND tỉnh
Đảng bộ Bộ đội Biên phòng tỉnh
Đảng bộ Thành phố Hà Tĩnh
Đảng bộ Thị xã Kỳ Anh
Đảng bộ thị xã Hồng Lĩnh
Đảng bộ Huyện Kỳ Anh
Đảng bộ Huyện Cẩm Xuyên
Đảng bộ Huyện Thạch Hà
Đảng bộ Huyện Lộc Hà
Đảng bộ Huyện Can Lộc
Đảng bộ Huyện Nghi Xuân
Đảng bộ Huyện Đức Thọ
Đảng bộ Huyện Hương Sơn
Đảng bộ Huyện Hương Khê
Đảng bộ Huyện Vũ Quang

## Ban Thường vụ Tỉnh ủy khóa XIX (2020 - 2025)
Ngày 15/10/2020, tại Hội nghị lần thứ nhất, Ban Chấp hành Đảng bộ tỉnh khóa XIX đã bầu Ban Thường vụ Tỉnh ủy nhiệm kỳ 2020 - 2025, gồm 15 người.
1. Nguyễn Duy Lâm - Bí thư Tỉnh ủy [4]
2. Võ Trọng Hải - Phó Bí thư Tỉnh ủy, Chủ tịch UBND tỉnh Hà Tĩnh [5]
3. Trần Thế Dũng - Phó Bí thư thường trực Tỉnh ủy.
4. Trần Tú Anh - Phó Chủ tịch thường trực HĐND tỉnh
5. Trần Báu Hà - Phó Chủ tịch UBND tỉnh [6]
6. Nguyễn Đình Hải - Trưởng ban Nội chính Tỉnh uỷ
7. Hà Văn Hùng - Trưởng ban Tuyên giáo và Dân vận Tỉnh ủy
8. Nguyễn Hồng Lĩnh - Phó Chủ tịch thường trực UBND tỉnh
9. Đại tá Nguyễn Xuân Thao - Giám đốc Công an tỉnh [7]
10. Trần Nhật Tân - Chủ tịch UBMTTQ Việt Nam tỉnh
11. Dương Tất Thắng - Phó Chủ tịch UBND tỉnh
12. Hà Văn Trọng - Chủ nhiệm Ủy ban Kiểm tra Tỉnh ủy
13. Đại tá Nguyễn Xuân Thắng - Chỉ huy trưởng Bộ Chỉ huy Quân sự tỉnh [8]
14. Trương Thanh Huyền - Trưởng ban Tổ chức Tỉnh ủy